# James Cowles Prichard

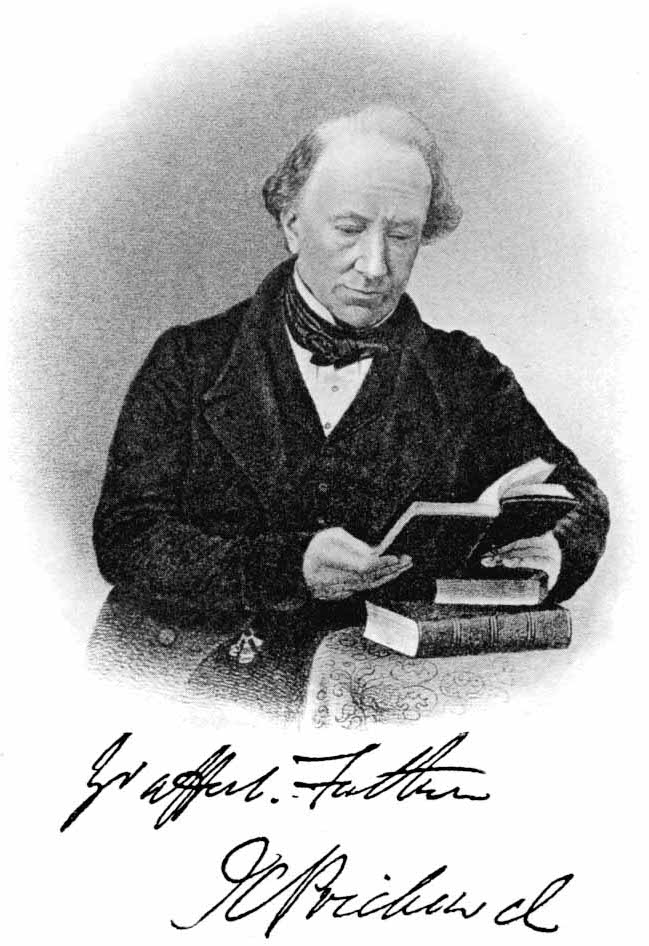
James Cowles Prichard

James Cowles Prichard (* 11. Februar 1786 in Ross-on-Wye, Herefordshire; † 23. Dezember 1848 in London) war ein englischer Arzt und Ethnologe.
Psychiatriehistorisch interessant ist sein Konzept der moral insanity, das große Ähnlichkeiten zur Monomanielehre Esquirols und Marcs aufweist, und auf das Konzept der manie sine delirio Michael Ettmüllers und der manie sans délire Philippe Pinels zurückgeht.

## Bibliographie
- James Cowles Prichard: A Treatise on Insanity and Other Disorders Affecting the Mind. Gilbert and Piper, London and Sherwood 1835.
- James Cowles Prichard: Researches into the physical history of man. London 1813 (4. Auflage 1841–51, 5 Bde.; deutsch von Wagner, Leipzig 1840–48, 4 Bde.).